# René Feït
Pour les articles homonymes, voir Feit.
René Feït est un homme politique français, né le 22 octobre 1920 dans le 4e arrondissement de Lyon et mort le 7 avril 2003 à Lons-le-Saunier.

## Biographie
Docteur en médecine, chirurgien, il s'installe à Lons-le-Saunier en 1959 et entre au conseil municipal dès cette date. Il en sera membre jusqu'en 1983.
Maire de Lons-le-Saunier de 1965 à 1977, député de la 1re circonscription du Jura de 1967 à 1981, conseiller général de 1967 à 1998, il siège comme républicain indépendant. Pendant son mandat, sont construits le quartier de la Marjorie, le Centre social, la piscine du Solvan, la rocade… En 1977, il est battu par le communiste Henri Auger.
Sur le plan national, il est vice-président de la Commission des affaires étrangères de 1974 à 1981 et membre de l'assemblée parlementaire du Conseil de l'Europe.
Hostile à la loi sur l'interruption volontaire de grossesse présentée par Simone Veil, il avait fait entendre à la tribune de l'Assemblée avec Emmanuel Hamel un enregistrement des battements de cœur d'un fœtus, le 26 novembre 1974.